# Ashley Williams
Ashley Errol Williams (nascut el 23 d'agost de 1984) és un futbolista professional gal·lès que juga a l'Everton FC i la selecció de futbol de Gal·les com a defensa central. És capità de la selecció gal·lesa.